# Лісове (заповідне урочище)
Лісове́ — заповідне урочище в Україні. Розташоване в межах Братського району Миколаївської області, біля села Лісове. 
Площа 48 га. Статус присвоєно згідно з рішенням облради № 448 від 23.10.1984 року. Перебуває у віданні ДП «Єланецьке лісове господарство» (Братське лісництво, кв. 11). 
Статус присвоєно для збереження частини лісового масиву з цінними насадженнями дуба; у домішку — ясен, клен. 
Знаходиться майже на кордоні Білорусі